# Municipio de Chilchotla
El municipio de Chilchotla es un municipio del estado de Puebla, México. Según el censo de 2020, tiene una población de 21 002 habitantes. Se ubica en la tercera región económica de Puebla  y está dentro de la Sierra Madre Oriental. Se localiza a 109 km de la ciudad de Puebla (140 km. por carretera), a una altitud media de 2460 m s. n. m. Su clima es templado húmedo.

## Toponimia
El nombre de este municipio es un topónimo de origen náhuatl, aunque los pobladores mencionan que antiguamente el lugar que ocupa el municipio se llamaba Chilchihualpancingo. El nombre actual de Chilchotla puede traducirse de dos modos. Uno de ellos deriva de chilchotl, que es una palabra nahua compuesta de chilli y de chotl, derivado de choctia (hacer llorar) o chilchote (chile picante que hace llorar) seguido de tla (abundancia),  Este nombre se traduce entonces como Donde abunda el pimiento o chile picante que hace llorar o lugar donde hay muchos chilchotes. Por otra parte, también puede ser derivado de una alteración fonética de la palabra Xilxotla, formada por xilotl (jilote o maíz tierno), xochtli (brotante) y tla (abundancia), que en conjunto se traduce como Donde brota mucho jilote o nace abundante mazorca tierna o maíz.

## Geografía
El municipio se encuentra dentro de la Sierra Madre Oriental y en la tercera región económica del estado de Puebla. Colinda hacia el norte con el municipio de Lafragua y el municipio de Ayahualulco del estado de Veracruz; al este con el municipio de Quimixtlán; al sur con el municipio de Quimixtlán y Tlachichuca, y al oeste con el municipio de Lafragua.

### Orografía
El municipio se ubica en la parte occidental de la sierra de Quimixtlán, cubierta por grandes cantidades de material volcánico, de tipo Andosol, que forman parte de la Sierra Madre Oriental.
Presenta una topografía variada: montañosa en la mayor parte del municipio y un declive suave al centro-oeste. Destacan cuatro sierras: la sierra del noroeste, formada por los cerros La Paz, Los Órganos y Xocotepec; la sierra del centro-oeste, que se levanta entre los ríos Acomocotla y Colotlaupa (aquí destacan el cerro Chichina y Tobardillo); la sierra que proviene del sureste y culmina al poniente de Rafael J. García, y, por último, la sierra con numerosas ramificaciones que se levanta al noreste del municipio.
También presenta numerosos cerros aislados, como el Ajapixtla, Xocotzin y Tecuacoy.
La tendencia general del municipio es un descenso noroeste-este y oscila su altura entre 1,780 y 3,460 metros sobre el nivel del mar.

### Hidrografía
Dentro del municipio se localiza del río la Antigua, el cual atraviesa parcialmente la cabecera municipal. Este río desemboca en el Golfo de México, 20 kilómetros al norte del Puerto de Veracruz. 
El municipio es atravesado por varios ríos que provienen del sur y del poniente del estado; originados en la parte más alta de la sierra de Quimixtlán y de las estribaciones del río Orizaba dentro del Estado de Veracruz; destacan entre ellos los siguientes: el río Huitzilapan, el más importante de la sierra de Quimixtlán, baña el sur del municipio y constituye uno de los principales formadores del río la Antigua.
Los ríos Nexhuacán, Colotlanago, Acocomotla y los Paredones recorren el poniente y se unen finalmente al río Huitzilapan.
Los ríos Blanco, Ocoxochitl y Huitzilaconi corren entre parte noreste de la sierra y se unen también al río Huitzilapan.
Por último, los ríos Los Moros, El Aguacate y el Tlamanco nacen en el noreste del Municipio e inmediatamente salen del estado para formar el río Los Ajolotes, afluente del Huitzilapan. También cuenta con arroyos intermitentes que se unen a los ríos ya antes mencionados.

### Ecosistemas
El municipio ha perdido una buena parte de su vegetación original, esto debido a la promoción de la agricultura en la zona, sin embargo aun conserva zonas boscosas, sobre todo al noreste, constituidas básicamente por zonas de pino-encino. Las especies que predominan son pino, ocote, pino colorado, pino ayacahuite, encino, roble, oyamel, acahuites, madroños y escobilla.
Entre la fauna que existe en la zona se destacan: el conejo, ardilla, tlacuache, mapache, armadillo, zorrillo, tuza, coyote, zorra, tlacuache búho, águila, gavilán, zopilote y otras aves silvestres, víbora de cascabel y víbora chirrionera de agua.
| Noroeste: Lafragua | Norte: Estado de Veracruz | Nordeste: Quimixtlán |
| Oeste: Lafragua    |                           | Este: Quimixtlán     |
| Suroeste: Lafragua | Sur: Tlachichuca          | Sureste: Quimixtlán  |

### Clima
El clima del municipio es del tipo Templado húmedo con abundantes lluvias en verano (57% del año), este es el clima predominante y se presenta en el oriente del municipio, también cuenta con clima Semifrío subhúmedo con lluvias en verano (43% del año) y se presenta al poniente, en las zonas más elevadas de la sierra.
| Parámetros climáticos promedio de Chilchotla | Parámetros climáticos promedio de Chilchotla | Parámetros climáticos promedio de Chilchotla | Parámetros climáticos promedio de Chilchotla | Parámetros climáticos promedio de Chilchotla | Parámetros climáticos promedio de Chilchotla | Parámetros climáticos promedio de Chilchotla | Parámetros climáticos promedio de Chilchotla | Parámetros climáticos promedio de Chilchotla | Parámetros climáticos promedio de Chilchotla | Parámetros climáticos promedio de Chilchotla | Parámetros climáticos promedio de Chilchotla | Parámetros climáticos promedio de Chilchotla | Parámetros climáticos promedio de Chilchotla |
| Mes                                          | Ene.                                         | Feb.                                         | Mar.                                         | Abr.                                         | May.                                         | Jun.                                         | Jul.                                         | Ago.                                         | Sep.                                         | Oct.                                         | Nov.                                         | Dic.                                         | Anual                                        |
| -------------------------------------------- | -------------------------------------------- | -------------------------------------------- | -------------------------------------------- | -------------------------------------------- | -------------------------------------------- | -------------------------------------------- | -------------------------------------------- | -------------------------------------------- | -------------------------------------------- | -------------------------------------------- | -------------------------------------------- | -------------------------------------------- | -------------------------------------------- |
| Temp. máx. abs. (°C)                         | 19.1                                         | 18.8                                         | 20.7                                         | 22.0                                         | 22.5                                         | 20.5                                         | 19.5                                         | 19.9                                         | 19.3                                         | 19.8                                         | 20.2                                         | 19.3                                         | 22.5                                         |
| Temp. máx. media (°C)                        | 16.7                                         | 17.1                                         | 19.0                                         | 19.7                                         | 19.9                                         | 19.0                                         | 17.5                                         | 17.4                                         | 17.7                                         | 17.6                                         | 17.3                                         | 16.6                                         | 18.0                                         |
| Temp. media (°C)                             | 9.5                                          | 10.4                                         | 12.5                                         | 13.2                                         | 13.6                                         | 13.1                                         | 11.9                                         | 11.7                                         | 12.0                                         | 11.3                                         | 10.7                                         | 9.5                                          | 11.6                                         |
| Temp. mín. media (°C)                        | 2.4                                          | 3.8                                          | 6.0                                          | 6.6                                          | 7.2                                          | 7.2                                          | 6.3                                          | 6.0                                          | 6.2                                          | 5.1                                          | 4.0                                          | 2.4                                          | 5.3                                          |
| Temp. mín. abs. (°C)                         | -1.9                                         | -0.8                                         | 4.1                                          | 2.6                                          | 5.5                                          | 4.4                                          | 4.5                                          | 3.8                                          | 3.9                                          | 1.2                                          | 0.2                                          | -0.3                                         | -1.9                                         |
| Precipitación total (mm)                     | 18.9                                         | 14.9                                         | 17.9                                         | 57.8                                         | 56.5                                         | 142.8                                        | 181.0                                        | 158.9                                        | 167.3                                        | 81.0                                         | 32.4                                         | 12.2                                         | 941.6                                        |
| Fuente: 28 de noviembre de 2011              |                                              |                                              |                                              |                                              |                                              |                                              |                                              |                                              |                                              |                                              |                                              |                                              |                                              |

## Comunidades
- Acocomotla (Junta Auxiliar)
- Ahuatla
- Alto Lucero
- Barrio de Guadalupe (1a. Sección)
- Barrio del Corazón de Jesús (3a. Sección)
- Barrio de Santa Cruz (4a. Sección)
- Cerro de Guadalupe (Molotla)
- Chicalotla (San José Chicalotla)
- Colotlajapan
- Cozalapa
- El Carmen
- El Ocotal
- El Ranchito
- Emiliano Zapata (San Isidro)
- Francisco I. Madero (Junta Auxiliar)
- Ignacio Zaragoza
- Ixtacapa
- La Candelaria
- La Luz
- La Ocotera
- La Providencia
- La Reforma
- La Trinidad
- Los Capulines
- Manzanitos (San José Manzanitos)
- Mitlimanca
- Ocotepec
- Ocoxóchitl
- Plan de los Órganos
- San Antonio
- San Juan del Valle
- San Miguel Calixitla (Miguel Hidalgo)
- Santa Cruz La Joya
- Teteltitla
- Vicente Guerrero
- Xaltepec

## Historia
Originalmente el poblado fue un asentamiento de grupos de origen náhuatl que fue sometido en 1522. Con el transcurso de los años se convirtió en alcaldía mayor, sin embargo hacia mediados del siglo XIX era parte del distrito de Chalchicomula de Sesma.
En 1895 alcanzó la categoría de municipio libre teniendo a su cargo una junta auxiliar y 17 comunidades.

## Turismo
Algunos de los atractivos turísticos del municipio de Chilchotla son: el centro recreativo "La Virgen", localizado a 30 minutos de la cabecera municipal; la cascada "La Fundición", localizada en la 3ª sección, y "La Cascada", localizada en la 4ª sección. 

## Gastronomía

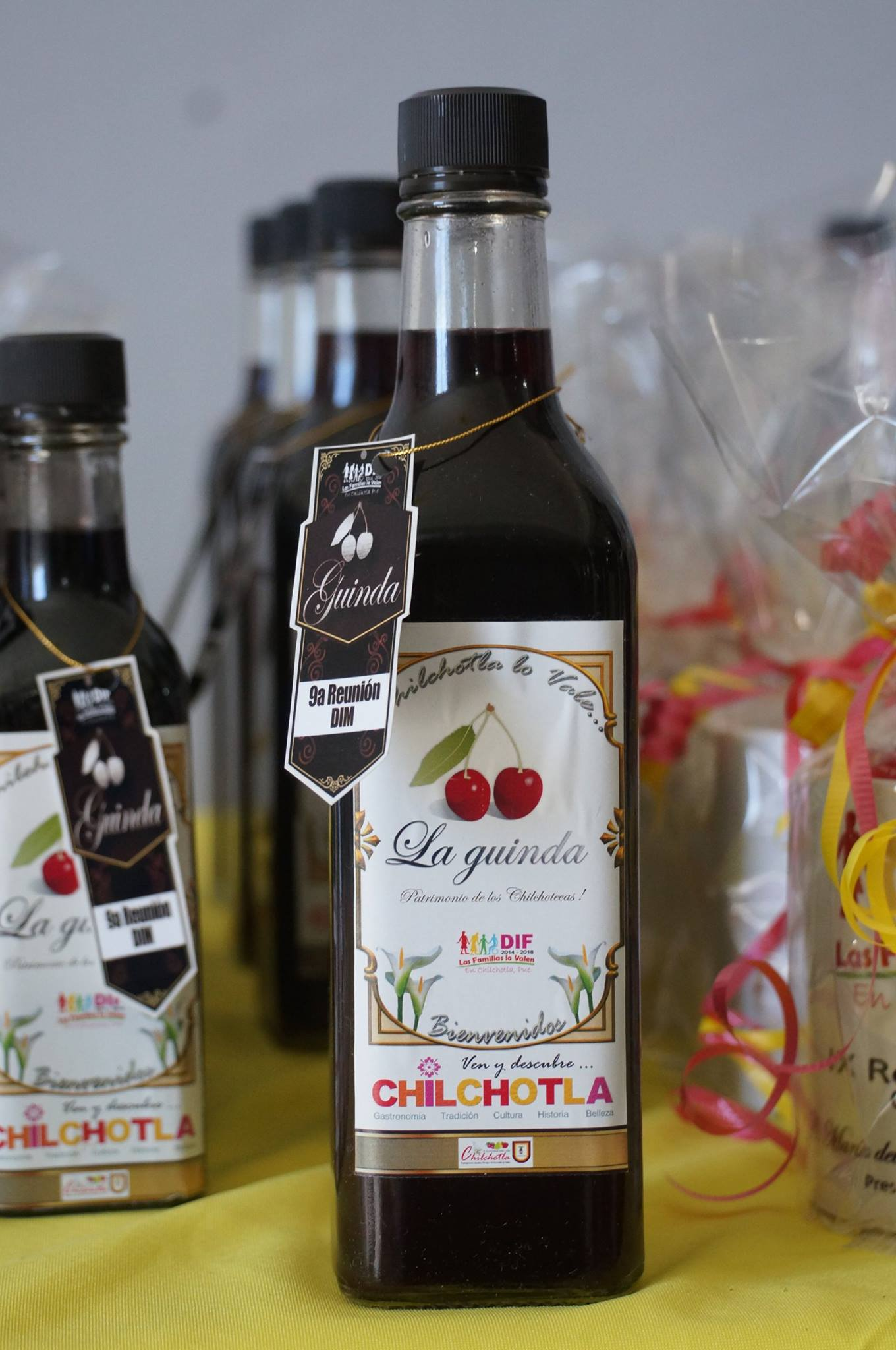
Botella de licor de guinda, una bebida que únicamente existe en Chilchotla, Puebla

En cuanto a gastronomía el platillo característico es el mole poblano y la trucha, así como un aguardiente típico del municipio llamado "guinda" elaborado a partir de un fruto que se considera endémico y solo se encuentra con mayor producción en la cabecera municipal.

## Tradiciones
Se conmemora el 5 de mayo la Batalla de Puebla; 1 y 2 de noviembre el Día de Todos los Santos con ofrendas florales y de alimentos; 20 de noviembre el aniversario de la Revolución Mexicana; 12 de diciembre; Semana Santa; 24 de diciembre y Año Nuevo.

## Gobierno
Su forma de gobierno es democrática y depende del gobierno estatal y federal; se realizan elecciones cada 3 años, en donde se elige a los integrantes del ayuntamiento, que está conformado por:
- El presidente municipal, quien actualmente es Miguel Arguello Sandoval, elegido para el periodo 2024-2027.
- 8 Regidores de mayoría relativa
- Tesorero
- Secretaria general
- Contralor
- Síndico municipal.

El municipio cuenta con dos juntas auxiliares. (Francisco I. Madero y Acocomotla)
Las cuales poseen un presidente, seis regidores y un secretario.

### Cronología de presidentes municipales
| Presidente                            | Periodo | Periodo |
| Presidente                            | Inicio  | Término |
| ------------------------------------- | ------- | ------- |
| Guadalupe Medel                       | 1940    | 1942    |
| Valentín Luna                         | 1942    | 1943    |
| Salvador Colula                       | 1943    | 1945    |
| Rosendo Gutiérrez                     | 1945    | 1946    |
| Santiago Colula                       | 1946    | 1947    |
| Camilo Ortiz                          | 1947    | 1948    |
| Salvador Colula                       | 1948    | 1951    |
| Silverio Toxqui                       | 1951    | 1952    |
| Hilario Lozano                        | 1952    | 1954    |
| Félix Herrera Ortiz                   | 1954    | 1957    |
| Juan Hipatl Morales                   | 1957    | 1959    |
| Guadalupe Luna                        | 1959    | 1960    |
| Camilo Lozada Nanco                   | 1960    | 1961    |
| Genaro Medel                          | 1961    | 1963    |
| Martín Morales                        | 1963    | 1964    |
| Pedro Ortiz                           | 1964    | 1966    |
| Luis Meneses                          | 1966    | 1968    |
| Gonzalo Medel                         | 1968    | 1970    |
| Bonifacio Lozada Nanco                | 1970    | 1973    |
| Juan Morales García                   | 1973    | 1975    |
| Marcelino Hernández Ortiz             | 1975    | 1978    |
| Raymundo Tentle Fabián                | 1978    | 1981    |
| Arnulfo Lozada Nanco                  | 1981    | 1984    |
| Baltasar Martínez Hernández           | 1984    | 1987    |
| Pablo Morales García                  | 1987    | 1990    |
| Elías Hernández Rodríguez             | 1990    | 1993    |
| Manuel Jiménez Hernández              | 1993    | 1996    |
| Sebastián Venustiano Romero Hernández | 1996    | 1999    |
| Alfredo Fabián Martínez               | 1999    | 2002    |
| Pablo Ángel Hipatl Jimarez            | 2002    | 2005    |
| Celerino Fabián Medel                 | 2005    | 2008    |
| Hermenegildo Benito Luna Ruiz         | 2008    | 2011    |
| Herminia Jimarez Martínez             | 2011    | 2014    |
| Valentín Medel Hernández              | 2014    | 2018    |
| Valeriano Filomeno Hernández Ortiz    | 2018    | 2021    |
| Fernando Ambrosio Peralta             | 2021    | 2024    |
| Miguel Arguello Sandoval              | 2024    | 2027    |
| Referencias:                          |         |         |